# Rømskog
Rømskog es un municipio en la provincia de Østfold, Noruega. Tiene una población de 672 habitantes según el censo de 2015. El nuevo municipio fue separado de Rødenes el 1 de enero de 1902. Su centro administrativo es el pueblo de Rømskog.
De los municipios que componen el condado de Østfold, Marker es el único que limita con Rømskog. El punto más alto del condado de Østfold es la colina de Slavasshøgda, ubicada en Rømskog con 336 m de altitud.

## Información general

### Etimología
El nombre del municipio en nórdico antiguo fue Rymmsskógr. El primer elemento del nombre es el caso genitivo del lago Rymr (ahora Rømsjøen) y el último elemento es skógr que significa «madera» o «bosque». El significado de Rymr es desconocido.

### Escudo de armas
El escudo de armas le fue otorgado el 22 de julio de 1983. Muestra dos pinzas de tala sobre un fondo azul, puesto que la silvicultura es el mayor recurso de ingresos municipal.